# Campiglossa punctata
Campiglossa punctata
 es una especie de insecto díptero que Tokuichi Shiraki describió científicamente por primera vez en el año 1933.
Esta especie pertenece al género Campiglossa de la familia Tephritidae.